# Earl of Burlington

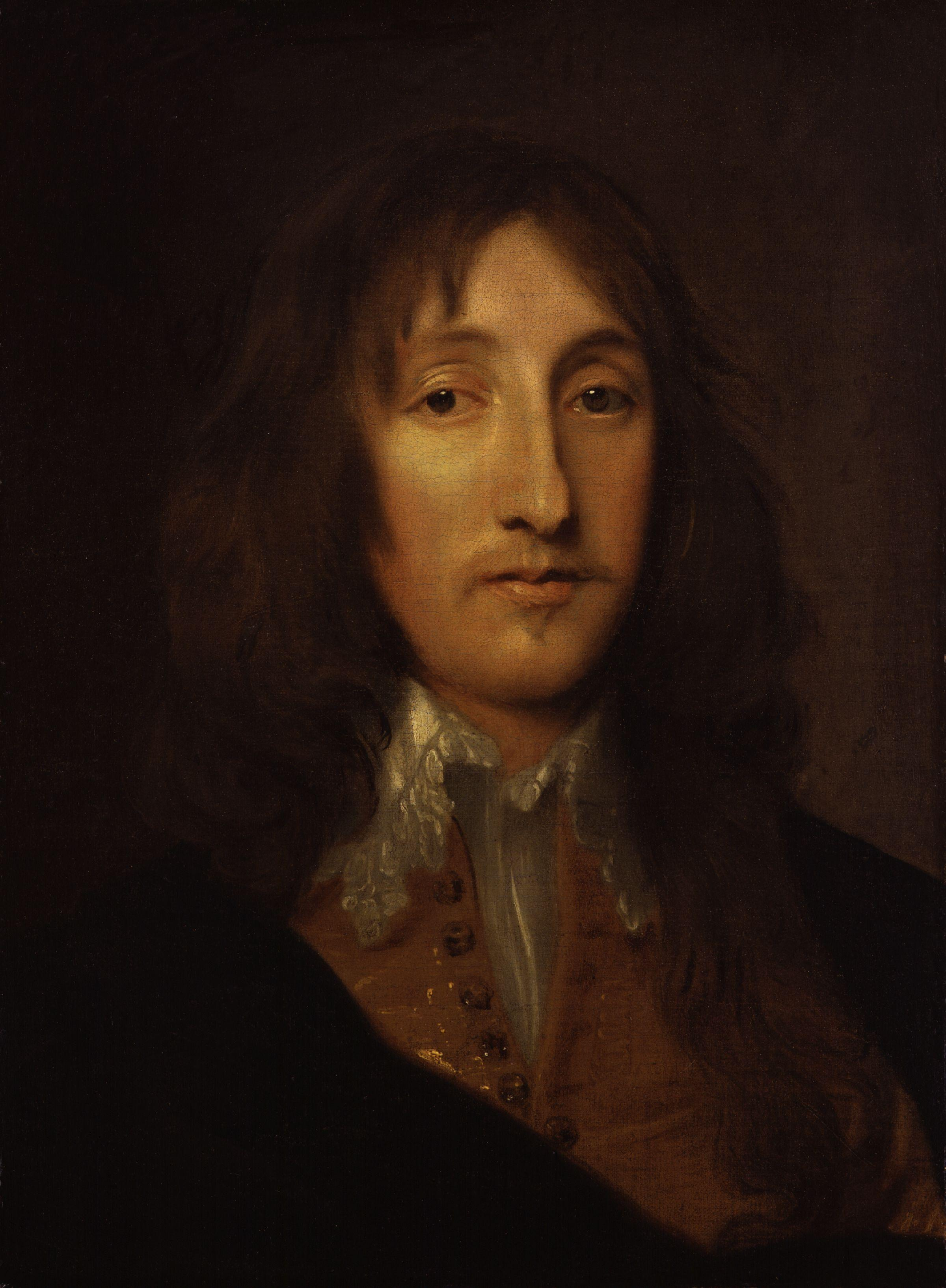
Richard Boyle, 1. Earl of Burlington

Earl of Burlington ist ein erblicher britischer Adelstitel, der je einmal in der Peerage of England und der Peerage of the United Kingdom verliehen wurde.

## Verleihungen
Der Titel wurde erstmals am 20. März 1664 in der Peerage of England für Richard Boyle, 2. Earl of Cork, geschaffen. Er hatte Elizabeth Clifford, 2. Baroness Clifford geheiratet und war bereits am 4. November 1644 zum Baron Clifford of Lanesborough, in the County of York erhoben worden und hatte 1643 von seinem Vater die diesem in der Peerage of Ireland verliehenen Titel Earl of Cork, Viscount Dungarvan und Baron Boyle of Youghal geerbt. Zudem hatte er 1642 von seinem jüngeren Bruder Lewis Boyle (1619–1642) den diesem 1628 mit entsprechendem besonderen Vermerk zu seinen Gunsten verliehenen Titel Viscount Boyle of Kinalmeaky geerbt. Beim Tod des 3. Earl of Burlington am 3. Dezember 1753 erloschen das Earldom Burlington und die Baronie Clifford of Lanesborough. Die übrigen Titel fielen an seinen Cousin dritten Grades, John Boyle, der bereits 5. Earl of Orrery war.
In zweiter Verleihung wurde der Titel am 10. September 1831 für Lord George Cavendish neu geschaffen, zusammen mit dem nachgeordneten Titel Baron Cavendish of Keighley, of Keighley in the County of York. Er war jüngste Sohn des William Cavendish, 4. Duke of Devonshire und der Lady Charlotte Boyle, Tochter des letzten Earls erster Verleihung. Sein Enkel und Erbe, der 2. Earl, erbte 1858 auch den Titel Duke of Devonshire, nebst den nachgeordneten Titeln Marquess of Hartington, Earl of Devonshire und Baron Cavendish of Hardwick. Das Earldom of Burlington ist seither ein nachgeordneter Titel des jeweiligen Dukes of Devonshire.

## Liste der Earls of Burlington

### Earls of Burlington, erste Verleihung (1664)
- Richard Boyle, 1. Earl of Burlington, 2. Earl of Cork (1612–1698)
- Charles Boyle, 2. Earl of Burlington, 3. Earl of Cork (vor 1674–1703)
- Richard Boyle, 3. Earl of Burlington, 4. Earl of Cork (1694–1753)

### Earls of Burlington, zweite Verleihung (1831)
- George Cavendish, 1. Earl of Burlington (1754–1834)
- William Cavendish, 7. Duke of Devonshire, 2. Earl of Burlington (1808–1891)
- Spencer Cavendish, 8. Duke of Devonshire, 3. Earl of Burlington (1833–1908)
- Victor Cavendish, 9. Duke of Devonshire, 4. Earl of Burlington (1868–1938)
- Edward Cavendish, 10. Duke of Devonshire, 5. Earl of Burlington (1895–1950)
- Andrew Cavendish, 11. Duke of Devonshire, 6. Earl of Burlington (1920–2004)
- Peregrine Cavendish, 12. Duke of Devonshire, 7. Earl of Burlington (* 1944)

Voraussichtlicher Titelerbe (Heir apparent) ist der älteste Sohn des jetzigen Dukes, William Cavendish, Earl of Burlington (* 1969).